# Genia Walaschek
Eugène ("Genia") Walaschek (Moskou, 20 juni 1916 – 22 maart 2007) was een Zwitserse voetballer en voetbaltrainer.
Walaschek vertegenwoordigde 26 maal zijn land op het wereldkampioenschap voetbal tussen 1937 en 1945. Hij speelde in 1937 zijn 3-4 in zijn debuutwedstrijd tegen Oostenrijk in Wenen. Hij was de laatst levende speler van dit elftal. Hij speelde een beslissende rol in de achtste finalewedstrijd van 1938. Zijn laatste wedstrijd speelde hij in 1945 in Lausanne toen Zwitserland tegen Frankrijk met 1-0 won.
Hij speelde voor de clubs Servette FC, Urania Genève Sport en BSC Young Boys. Later was hij trainer van Etoile La Chaux-de-Fonds. 
Genia Walaschek overleed op 90-jarige leeftijd.